# Мајкин салаш (Палић)
Мајкин салаш је етно парк који се налази око два и по километра од језера Палић. Налази се на адреси Јожефа Атиле 79, Палић.

## О салашу
Етно парк Мајкин салаш се простире на имању површине 30 ха и састоји се од два салаша Мајкиног и Цветног, рибњака, мале ергеле, винарије, дечјег игралишта, музеја на отвореном, сеоског дворишта и непрегледних воћњака. Мајкин салаш има функцију ресторана, док је Цветни салаш резервисан за смештај гостију.
Мајкин салаш је традиционални војвођански ресторан који има капацитет ресторана 450 места.
У склопу салаша налази се и сеоско двориште са домаћим животињама. Гости могу погледати и старе пољопривредне машине које су се некад користиле на салашима. Сувенирнициа Мајкиног салаша је богата рукотворинама мајстора из ових крајева.

## Угоститељска понуда
На менију Мајкиног салаша налазе се многа традиционална јела овог краја. Познати су по телећем перкелту уз домаће тесто са сиром, певчијем паприкашу са кнедлама, салашарском пасуљу, овчијем паприкашу са купусом...Посебно су познати по вину од јабуке које је карактеристично за ово домаћинство.
Од слаткиша на менију су: фанке, домаће штрудле, гомбоце, компоте.